# 鵝湖月刊
《鵝湖》為台灣的哲學思想性月刊，1975年7月，由王邦雄、曾昭旭、袁保新、岑溢成、楊祖漢、萬金川等學者所創辦。榮譽社長為潘朝陽，現任鵝湖月刊社社長為蔡家和，副社長為梁奮程，執行長為周博裕，月刊主編為賴柯助。

## 發展
1975年，《鵝湖》創辦之初，王邦雄剛取得博士學位，曾昭旭攻讀博士班，其餘都仍是學生，對於新儒家的認識來自私淑，因此在創刊之初，唐君毅、牟宗三並未參與。創刊的目的，主要來自對台師大國文系學風的反省，及重振文化傳統的使命感。直至後來唐君毅、牟宗三的教學重心從香港轉移至台灣，才更加深了《鵝湖》與新儒家的連結。
1988年，鵝湖月刊社再創辦《鵝湖學誌》，並成立財團法人東方人文學術研究基金會（鵝湖月刊社成為附屬機構），負責月刊、學誌的出版。
除了舉辦當代新儒學國際學術會議等學術活動，也定期舉辦鵝湖文化講座，以及王財貴所推動的兒童讀經教育。此外，鵝湖也積極參與兩岸三地的學術交流活動，2005年曾與武漢大學哲學學院共同舉辦第七屆國際當代新儒學會議。
鵝湖發展至今，其思想已被視為學派，外界多以「鵝湖學派」稱之。
2017年7月30日，鵝湖月刊社發起一場針對十二年國教社會領域歷史課綱爭議的座談會，反對將中國史混入東亞史範圍；並認為教改把人文教育弄得愈來愈偏狹，既不符合事實，也危及傳統良善秩序，會導致「禮崩樂壞」。

## 外部連結
- 鵝湖月刊社（页面存档备份，存于）
- 鵝湖粉絲團在Facebook的專頁
- 當代新儒家在港台的奮鬥-理性的守護者在Facebook的專頁
- 鵝湖網軍在Facebook的專頁